# Coelosphaera crumena
Coelosphaera crumena är en svampdjursart som beskrevs av Gustavo Pulitzer-Finali 1993. Coelosphaera crumena ingår i släktet Coelosphaera och familjen Coelosphaeridae.
Artens utbredningsområde är Kenya. Inga underarter finns listade i Catalogue of Life.